# کاشیتارو ایتو

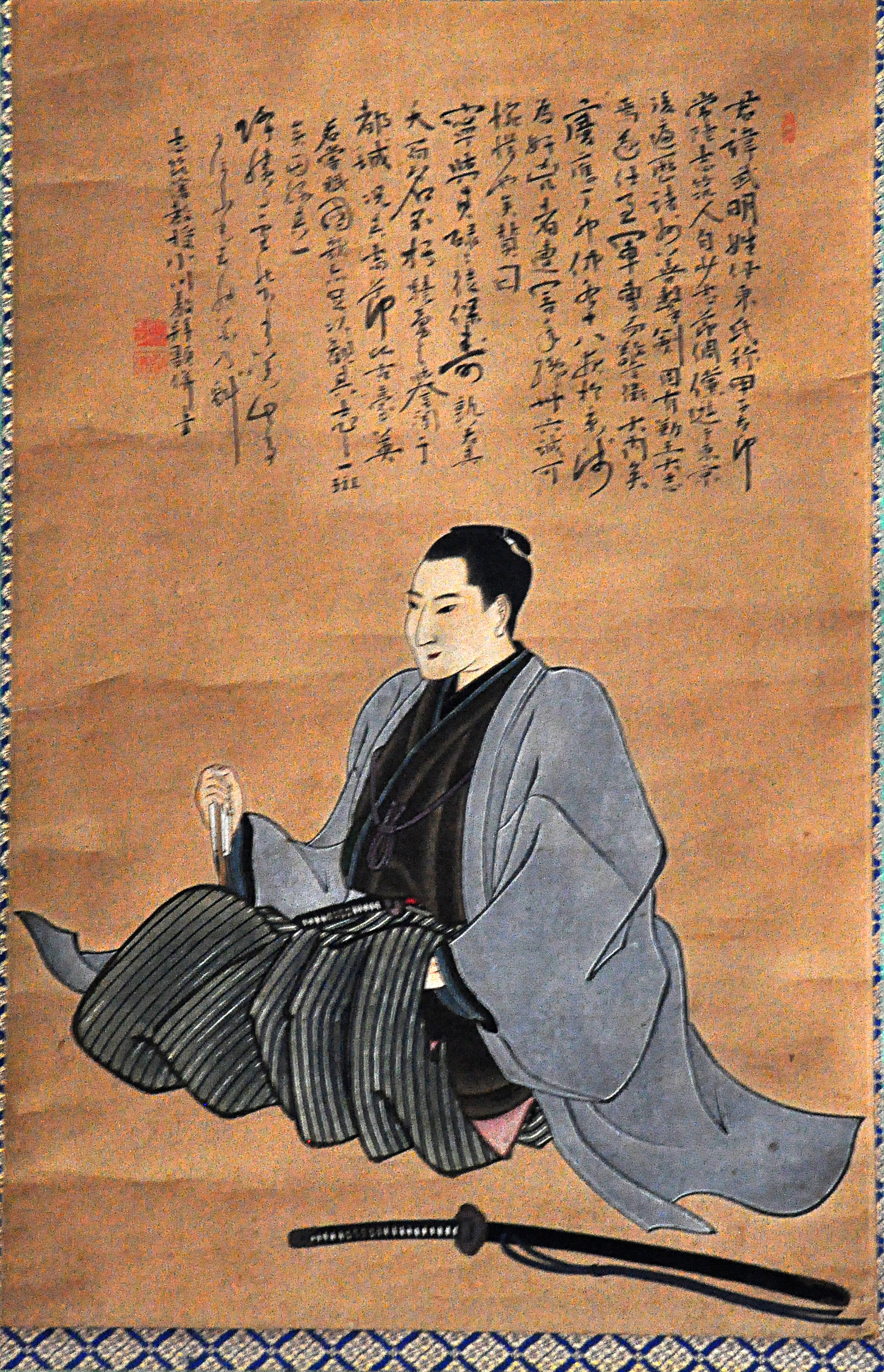
ایتو کاشیتارو

کاشیتارو ایتو (به ژاپنی: 伊東 甲子太郎 いとう かしたろう / いとう きねたろう) تولد ۱۸۳۵ مرگ ۱۳ دسامبر ۱۸۶۷ او در اواخر دوره ادو، افسر ستاد شینسنگومی، استاد ادبیات و رهبر گوریواجی (حزب کودایجی) بود.
در ۱۴ آوریل ۱۸۶۷، ایتو کوشیتارو به دلیل اختلافات ایدئولوژیکی، شینسنگومی را ترک کرد و افراد همفکر خود را از شینسنگومی برای تشکیل گروه جذب کرد. دلیل اولیه عزیمت او این بود که از طریق وساطت کانزن، بزرگ معبد کایکوجی، زیرمجموعه معبد سنیوجی، به عنوان سرپرست مقبره امپراتور کومی منصوب شده بود و بنابراین می‌خواست تحرکات خاندان‌های قلمرو ساتسوما و قلمرو چوشو را بررسی کند. آنها ابتدا مقر خود را در معبد چوئنجی (بعضی می‌گویند معبد زنریوجی بوده است) در انتهای شرقی پل گوجو مستقر کردند.
او بر اساس اصول ایچیوا دوشین (ملت ژاپن متحد و هماهنگ)، خدمت سربازی ملی و گشودن درهای کشور به روی قدرت‌های بزرگ، فعالیت‌های سیاسی بی‌نظیری را با هدف ایجاد حکومتی متمرکز بر دربار امپراتوری (کوگیو) از طریق حکومت رسمی انجام داد.
عصر ۱۵ نوامبر، ساکاموتو ریوما در مهمانخانه اومیا به قتل رسید. هنوز نمی‌توان دقیقاً مشخص کرد چه کسی دستور قتل او را داده است اما شک بر این است که که عاملان این جنایت اعضای میماواریگومی، همکاران مستقیم شینسنگومی در خدمت شوگون‌سالاری، بودند. اما سوءظن به شینسنگومی‌ها وارد شد، به خصوص از آنجایی که شواهدی در صحنه جرم وجود داشت - گتاها و غلاف‌های فراموش‌شده‌ای که افراد ایتو بعداً آنها را متعلق به هارادا سانوسوکه دانستند. اما هیچ راهی وجود ندارد که هارادا آن شب آنجا بوده باشد، زیرا او در مهمانخانه کوندو بود و شواهدی برای اثبات آن وجود داشت. جالب اینجاست که دو روز قبل از قتل، ایتو به ملاقات ریوما رفت تا او را از خطر آگاه کند، غافل از اینکه خودش تنها مدت کوتاهی برای زندگی دارد.
در ۱۸ نوامبر، کوندو ایتو را به خانه معشوقه‌اش میوکی دعوت کرد تا پول وعده داده شده را تحویل دهد. او دعوت را پذیرفت و تنها و بدون محافظ ظاهر شد. اگرچه کوندو پولی نداشت (فردا برگرد، ایتو سنسی!)، اما هیجیکاتا، تنقلات و مقدار زیادی ساکی خورد (باز هم هیچ بهانه‌ای برای ننوشیدن وجود نداشت). فرماندهان مهمان‌نواز پس از اینکه مهمانشان را حسابی مست کردند، او را رها کردند.
== حادثه آبورانوکوجی
در کمین‌گاه نزدیک آبورانوکوجی، جایی که اویشی کوواجیرو، [[میاگاوا نوبوکیچی]ه و دو یا سه نفر دیگر، احتمالاً سایتو در میان آنها، منتظر او بودند. زخم مهلک ایتو توسط هیتوکیری کوواجیرو وارد شد که با نیزه به گلویش فروکرد (اگرچه اینجا و آنجا گزارش شده است که ایتو بعداً موفق به انجام سپوکو شد). جسد را به چهارراه کشاندند و منتظر ماندند تا افراد ایتو برای بردنش بیایند. آنها زیاد طول نکشیدند و صبح با هفت نفر آمدند. تعداد افراد کمین کرده تقریباً پنج به یک بود. سه نفر از افراد ایتو (از جمله تودو هیسوکه) کشته شدند و چهار نفر (از جمله کانو واشیو و برادر ایتو، سوزوکی میکیسابورو) موفق به فرار شدند. در ۱۹ نوامبر، قلمرو آیزو ۲۰ ریو برای مراسم تشییع جنازه ایتو و سه نفر از حامیانش فراهم کرد و در همان روز، شینسنگومی رسماً به قتل ساکاموتو ریوما متهم شد.

## مرگ
او در سن ۳۳ سالگی درگذشت. سپس جسد ایتو کوشیتارو در شیچیجو آبورانوکوجی رها شد و سه رفیق دیگر که برای بررسی جسد آمده بودند نیز مورد حمله قرار گرفتند و آنها نیز کشته شدند. او در هنگام مرگ ۳۳ سال داشت.